# Wasserkraftwerk Kaniw
Das Wasserkraftwerk Kaniw liegt am Fluss Dnjepr bei Kaniw in der Ukraine. Es liegt 150 km flussabwärts der Hauptstadt Kiew und wird vom Unternehmen Ukrhydroenego betrieben. Es hat eine Kapazität von 444 MW. Die Staumauer ist 39,5 m hoch und 343 m lang.
Ukrhydroenego war bis zu dessen Auflösung im Jahr 2014 Teil des staatlichen Unternehmens Energy Company of Ukraine.

## Geschichte
Das Wasserkraftwerk hat 24 Turbinen mit je 18,5 Megawatt (zusammen 444 MW); diese erzeugen jährlich 972 GWh elektrische Energie. Die erste Turbine ging im November 1972 in Betrieb und die letzte im April 1975.
1997 wurde mit der Modernisierung des Wasserkraftwerks Kaniw begonnen. Die erste Phase dauerte bis Juni 2002 und die zweite bis 2017. Die erste Phase wurde von der IBRD finanziert. 
Seit dem Beginn des russischen Überfalls auf die Ukraine am 24. Februar 2022 versuchen russische Truppen, die Hauptstadt Kiew einzukesseln. Die ukrainische Armee rechnet damit, dass sie dabei auch den Damm des Wasserkraftwerks Kaniw einnehmen wollen.
Die nächste Überquerung des Dnjepr flussaufwärts ist die Südbrücke (M 03/E 40); die nächste Überquerung flussabwärts ist die Brücke von Tscherkassy.